# شاين باورز
شاين باورز (بالإنجليزية: Shane Bowers)‏ هو لاعب كرة قاعدة أمريكي، ولد في 27 يوليو 1971 في غليندورا في الولايات المتحدة.

## وصلات خارجية
- شاين باورز على موقع دوري كرة القاعدة الرئيسي (الإنجليزية)
- شاين باورز على موقع الدوري الياباني لكرة القاعدة (الإنجليزية)
- شاين باورز على موقع دوري كوريا الجنوبية لكرة القاعدة (الإنجليزية)
- شاين باورز على موقعبيزبول رفرنس.كوم (الدوري الرئيسي) (الإنجليزية)
- شاين باورز على موقعبيزبول رفرنس.كوم (الدوري الثانوي) (الإنجليزية)
- شاين باورز على موقع إي إس بي إن.كوم (أم.أل.بي) (الإنجليزية)
- شاين باورز على موقع مشجعي الرسوم البيانية (الإنجليزية)